# Robert William McKenzie
Robert William McKenzie, avstralski častnik, vojaški pilot in letalski as, * junij 1895, Adelaide, † 1945.  	
Nadporočnik McKenzie je v svoji vojaški karieri dosegel 6 zračnih zmag.

## Odlikovanja
- Military Cross (MC)